# Taintnops
Taintnops là một chi nhện trong họ Caponiidae.

## Các loài
Chi này gồm các loài:
- Taintnops goloboffi Platnick, 1994
- Taintnops paposo Brescovit & Sánchez-Ruiz, 2016